# Alfredo Balloni
Alfredo Balloni (Rome, 20 september 1989) is een Italiaans wielrenner die sinds 2013 uitkomt voor Ceramica Flaminia-Fondriest.

## Carrière
Balloni werd in 2005 Italiaans kampioen op de weg bij de nieuwelingen. Een jaar later, in 2006, deed hij mee met de junioren en werd toen weer kampioen. Bij de individuele tijdrit werd hij derde, achter Angelo Pagani en Adriano Malori. In 2007 wist hij wel kampioen te worden op de tijdrit, maar behaalde toen geen ereplaats in de wegwedstrijd.
In 2009 werd Balloni bij de beloften ingedeeld. Hij wist Italiaans kampioen te worden in de tijdrit en een derde plaats te behalen in de wegwedstrijd. Daarnaast werd hij op het Europees kampioenschap tijdrijden voor beloften zevende en op het Wereldkampioenschap in Mendrisio zesde. Dit leverde hem een contract op bij de Italiaanse ploeg Lampre-Farnese Vini, dat uitkomt in de UCI ProTour.

## Overwinningen
2005
- Italiaans kampioen op de weg bij de nieuwelingen

2006
- Italiaans kampioen op de weg bij de junioren

2007
- Italiaans kampioen tijdrijden bij de junioren

2008
- 3e etappe Coupe des Nations Ville Saguenay

2009
- Italiaans kampioen tijdrijden bij de beloften
- Trofeo Matteotti (U23)

## Resultaten in voornaamste wedstrijden
| Jaar | Ronde van Italië | Ronde van Frankrijk | Ronde van Spanje |
| ---- | ---------------- | ------------------- | ---------------- |
| 2012 | opgave           |                     |                  |

Balloni ·
Bernucci ·
Boets · 
Bole ·
Bono ·     
Cunego ·
Da Dalto · 
Furlan ·
Gavazzi ·
Grendene · 
Hondo ·
Kasjetsjkin ·
Loosli ·
Lorenzetto ·
Magazzini ·
Malori ·
Marzano ·
Mori ·
Petacchi ·
Pietropolli ·
Ponzi ·
Righi ·
Sapa ·
Simoni (tot 31/05) ·
Spezialetti ·
Špilak ·
Ulissi ·
Pasqualon (stagiair) ·
Rabottini (stagiair) ·
Rocchetti (stagiair)
Balloni ·
Bertagnolli ·
Boets · 
Bole ·
Bono ·     
Cunego ·
Gavazzi ·
Hondo ·
Kasjetsjkin (tot 31/07) ·
Kondroet ·
Kostjoek ·
Kryvtsov ·
Kvatsjoek ·
Loosli ·
Magazzini ·
Malori ·
Marzano ·
Mori ·
Niemiec ·
Pérez ·
Petacchi ·
Pietropolli ·
Righi ·
Scarponi ·
Spezialetti ·
Špilak ·
Szeghalmi ·
Ulissi ·
Graziato (stagiair) ·
Tedeschi (stagiair) ·
Tiozzo (stagiair)